# Michael Lindén
Michael Lindén, född 23 mars 1971 i Stockholm, död 3 april 2013, var en svensk advokat.
Michael Lindén tog juristexamen vid Stockholms universitet 1997  och blev ledamot av Sveriges advokatsamfund 2003.
Han företrädde klienter i flera uppmärksammade brottmål, bland annat den så kallade gangsterkungen Milan Sevo i vad som kallats Tumbamordet  samt 31-åringen i Helikopterrånet i Västberga . Under 2010 företrädde han även en allsvensk fotbollsspelare, Dulee Johnson, i en stor och uppmärksammad kopplerirättegång där den anklagade senare frikändes. Dulee Johnson häktades dock kort därefter för våldtäkt och även då företrädde Lindén honom.
Michael Lindén framförde starkt kritiska synpunkter i media på den svenska psykvården i samband med mordet på Norba 2008.